# Jacques Camatte
Jacques Camatte (Plan-de-Cuques, 18 de febrero de 1935-19 de abril de 2025). fue un escritor y teórico radical francés que durante ligado inicialmente al Partido Comunista Internacional, una facción del Comunismo de izquierda italiano liderada por Amadeo Bordiga, hasta su ruptura con ellos a mediados de la década de los sesenta. Esta se oponía a la participación en elecciones y al revisionismo estalinista, y afirmaba que la Unión Soviética era un Estado capitalista. Si bien Camatte tuvo una relación cercana a Amadeo Bordiga, este dejó el PCI en 1966 protestando su giro "activista". "La escisión no fue amistosa: Camatte, depositario en Francia de los periódicos del partido, tuvo que parapetarse en su vivienda para conservarlos". Camatte seguiría produciendo teoría en su publicación llamada Invariance que sería popular en la ultraizquierda de la década de los 70s para luego influenciar a corrientes de lo más diversas, que encuentran en distintos momentos de la obra de Camatte su fuente, véase el Aceleracionismo, la Comunización, el Anarquismo Primitivista y de manera "polémica" cierta tendencias rojipardas

## Biografía
Jacques Camatte nació en 1935 en Plan-de-Cuques,. y trabajó como profesor de ciencias de la tierra en una escuela de Rodez Durante su época como maestro, a menudo adoptó posturas que se alineaban con su política y, en lugar de disciplinar opresivamente a los niños problemáticos, los recuperaba utilizando métodos basados en el espíritu cooperativo que veía inherente a todo ser humano.
Vive en una granja de permacultura aislada en la Francia rural con su hija y su nieto.
Falleció el sábado 19 de abril de 2025.

## Actividad Política
A diferencia de su vida personal de la que se sabe muy poco, de su actividad militante es de lo que más se tiene documentada, esta comenzó en la Fracción Francesa de la Izquierda Comunista Internacional, una organización comunista de izquierda vinculada a Marc Chirik y Onorato Damen, en 1953.

Un par de años más tarde, conocerá a Amadeo Bordiga (que vivió hasta el año 1970) en Nápoles y consultará gran número de sus primeros textos con él[.]. Sin embargo, tuvo varios desacuerdos con el partido, especialmente en lo que respecta a la cuestión de la liberación nacional, y escribió varios artículos en el órgano del partido, Il Programma Comunista, relacionados con este tema. Estos desacuerdos continuarían evolucionando al mismo tiempo que Camatte comenzaba a tener un papel más importante en el partido, publicaciones como «Origen y función de la forma partido» (1961) detonarían choques entre Camatte y diversos militantes, sobre todo con Bordiga, aunque este se mostraría a favor del contenido de este artículo. La originalidad de este texto es que representó la ruptura de Camatte con el marxismo-leninismo de fuerte presencia dentro del partido, el mismo Camatte le considera un texto-bisagra, "pues en torno a él se articularon muchas polémicas" El traductor y autor español Federico Corriente comparte algunos datos sobre la vida militante de Camatte:
En 1963, Camatte funda el grupo de Toulon, pero al año siguiente lo abandona y se muda a París, donde empieza a oponerse a lo que él califica de «activismo trotskista»: impresión de carnets de partido, reuniones formales presididas por un «responsable del partido», actividad de agitación en torno a la venta del periódico Le Prolétaire y a favor de un sindicato de clase «rojo», etc.
Los años previos a la ruptura de Camatte con el partido estarían marcados por la redacción de algunos de sus artículos más importantes, que fueron producto de sus investigaciones de la obra de Marx, en particular de los Grundrisse y el capítulo IV inédito de El Capital. La investigación de ambas obras influenciaría a diversos autores durante los siguientes años, especialmente en Francia e Italia entre los que mencionamos a Antonio Negri y Giorgio Cesarano. Capital et Gemeinwesen, artículo donde retomaría las categorías marxianas de la subsunción (o dominación) formal y real del capital, que fue el texto más importante de esta época lo terminaría de redactar el mismo año de su salida definitiva del partido en 1966, pero no lo publicaría hasta dos años después en su revista Invariance luego del Mayo Frances, marcando el comienzo de su época más prolífica.

Las categorías de dominación formal y real serían la base del desarrollo posterior de la obra de Camatte sobre la que plantearía no solo una periodización de las distintas fases del capitalismo, sino que también una crítica al marxismo tradicional. Distintos autores y grupos usarían esta misma periodización propuesta por Camatte, además de los antes mencionados (Negri y Cesarano), destacamos el desarrollo que le da el grupo francés Théorie Communiste en sus publicaciones. 
"El punto de partida de la crítica de la sociedad del capital actual debe ser la reafirmación de los conceptos de dominación formal y dominación real como fases históricas del desarrollo capitalista. Cualquier otra periodización del proceso de autonomización del valor, tal como capitalismo de libre competencia, monopolista, de Estado, burocrático, etc., abandona el dominio de la teoría del proletariado, es decir, la crítica de la economía política, y forma parte del vocabulario de la praxis de la socialdemocracia o de la ideología leninista codificada por el estalinismo. […] En la fase de la dominación real del capital, la política, en tanto instrumento mediador del despotismo del capital, desaparece. Tras haberla empleado a fondo durante el período de dominación formal, puede prescindir de ella cuando, convertido en ser total, logra organizar rígidamente la vida y la experiencia de sus subordinados".
Mientras sobre Invariance, Camatte le consideraría producto de los acontecimientos de mayo de 1968, afirmando que 1968 fue "el fin de la fase contrarrevolucionaria... Mayo del 68 no es la revolución, es su surgimiento. Un surgimiento que había sido preparado por el La guerra de Vietnam, la crisis monetaria internacional..., la lucha de las guerrillas en América Latina, y especialmente la del movimiento obrero negro, provocada por las consecuencias de la automatización.".
Después de recolectar y publicar una gran cantidad de documentos históricos de corrientes de comunismo de izquierda, y de analizar escritos recientemente descubiertos de Marx, a principios de los setenta Camatte abandona la perspectiva marxista. Así llegó al argumento que manifestaba que el capitalismo habría logrado acomodar a la humanidad a su forma y así llegó a rechazar la noción de revolución tal como ha sido tradicionalmente concebida. La clase proletaria ya era nada más que un aspecto del capital, sin capacidad de superar su situación y que cualquier movimiento revolucionario posterior sería uno ya no de una lucha entre clases sino uno basado en la lucha de la humanidad contra el capital. En tanto el capital se había tornado totalitario en estructura, no dejando a nada y a nadie fuera de su influencia. Este proceso sería uno que llamó de "domesticación". Frente al pesimismo sobre la idea de revolución habló de la posibilidad de "salir del mundo" y vivir más cerca de la naturaleza en forma más armónica entre humanos y naturaleza y así llamó a esto "comunismo". Así rechazo las posiciones obreristas para afirmar que "Uno solo puede hablar de la victoria de los proletarios en tanto uno simultáneamente afirma que ellos no lo realicen en tanto proletarios, sino en negarse a sí mismos, en afirmar al hombre."

## Legado
La obra de Camatte repercutió directamente en varios grupos de la denominada ultraizquierda europea durante la década de los setenta, si bien la evolución de su pensamiento y el abandono del marxismo clásico han llevado a que Camatte parezca un autor problemático, es indudable su influencia en un sinnúmero de autores y organizaciones. Específicamente en los grupos Négation y Le Voyou, como también en autores como Gilles Dauvé en Francia. Mientras que en Italia, Camatte fue bastante leído, esto gracias a las traducciones al italiano de sus textos por parte del también autor Giorgio Cesarano. Los grupos que le leyeron fueron Organizzazione Consiliare, Ludd y sobre todo el grupo Commontismo que toma su nombre a partir de la traducción del término alemán Gemeinwesen. 
Acerca de su influencia en Estados Unidos, Federico Corriente dice lo siguiente:
Fredy Perlman, el grupo Black & Red (ex- periencia que va de 1968 a 1976), que publica «Errancia de la humanidad» y el texto de Négation, “Lip And The Self-Managed Counter-Revolution” en 1975; y sobre The Fifth Estate (grupo que hacia 1975 empieza a evolucionar hacia el primitivismo). La relación con Camatte se mantiene hasta la muerte de Perlman en 1985; hay correspondencia incluida en algunos textos de Camatte que llega hasta esa fecha.
En épocas más recientes sus escritos han encontrado un revitalizado interés tras la "popularización" de la teoría de la comunización, así como de la Anarquía postizquierda y el Primitivismo que ocupan como base varios de los planteamientos de Camatte. Sobre todo gracias a intelectuales de estas tendencias como John Zerzan, el antes mencionado Fredy Perlman, los grupos franceses Théorie Communiste, Aufheben, Endnotes y El Comité Invisible.
En la última década, su obra ha llegado a influir también en el aceleracionismo, y su ensayo Decline of the Capitalist Mode of Production or Decline of Humanity? fue publicado en el libro #Accelerate: The Accelerationist Reader (2014). En el año 2023, en una edición especial de la revista Insurgent Notes: Journal of Communist Theory and Practice, (editada por el ya fallecido teórico radical Loren Goldner), cuyo número estaba dedicada a analizar la guerra de Ucrania, serían publicados dos artículos de Camatte, titulados Death and Extinction & Nothing Is Resolved.
En español sus textos han sido traducidos, difundidos y discutidos principalmente por el traductor español Federico Corriente, pero también por la agrupación comunista de izquierda Barbaria. Mientras en Sudamérica sus textos han sido difundidos sobre todo por la Biblioteca Cuadernos de Negación de Argentina.

## Obra completa

#### Artículos publicados.
- 1961 - Origen y función de la forma partido (Traducción: Barbaria)
- 1969 - La mistificación democrática (Traducción y notas: Grupo Comunista Internacionalista)

- 1969 - Transición - con Gianni Collu. (Traducción y notas: Comunización ediciones)
- 1971 - El KAPD y el movimiento proletario (Traducción: Barbaria)
- 1972 - Bordiga y la pasión del comunismo (Traducción: Barbaria)
- 1972 - Sobre la revolución (Traducción: Anarquía y Comunismo)
- 1972 - Sobre la organización - con Gianni Collu (Traducción: Federico Corriente)
- 1973 - Contra la domesticación (Traducción: Colectivo Germinal)
- 1973 - Errancia de la humanidad. Conciencia represiva. Comunismo (Traducción: Colectivo Germinal)
- 1974 - Es necesario salir de este mundo (Traducción: Anarquía y Comunismo)
- 1975 - Proletariado y revolución (Traducción: Federico Corriente)
- 1987 - La comunidad abstraizada: el Estado (Traducción: Barbaria)
- 1988 - Diálogo con Bordiga (Traducción: Barbaria)
- 2020 - Instauración del riesgo de extinción (Traducción: Vamos Hacia la vida)
- 2020 - Bordiga y el destino de la especie (Traducción: Vamos Hacia la vida)
- 2023 - Two Short Texts on the Invasion of Ukraine: Death and Extinction & Nothing Is Resolved (Sin traducción)